# Parc aquatique Maria-Lenk

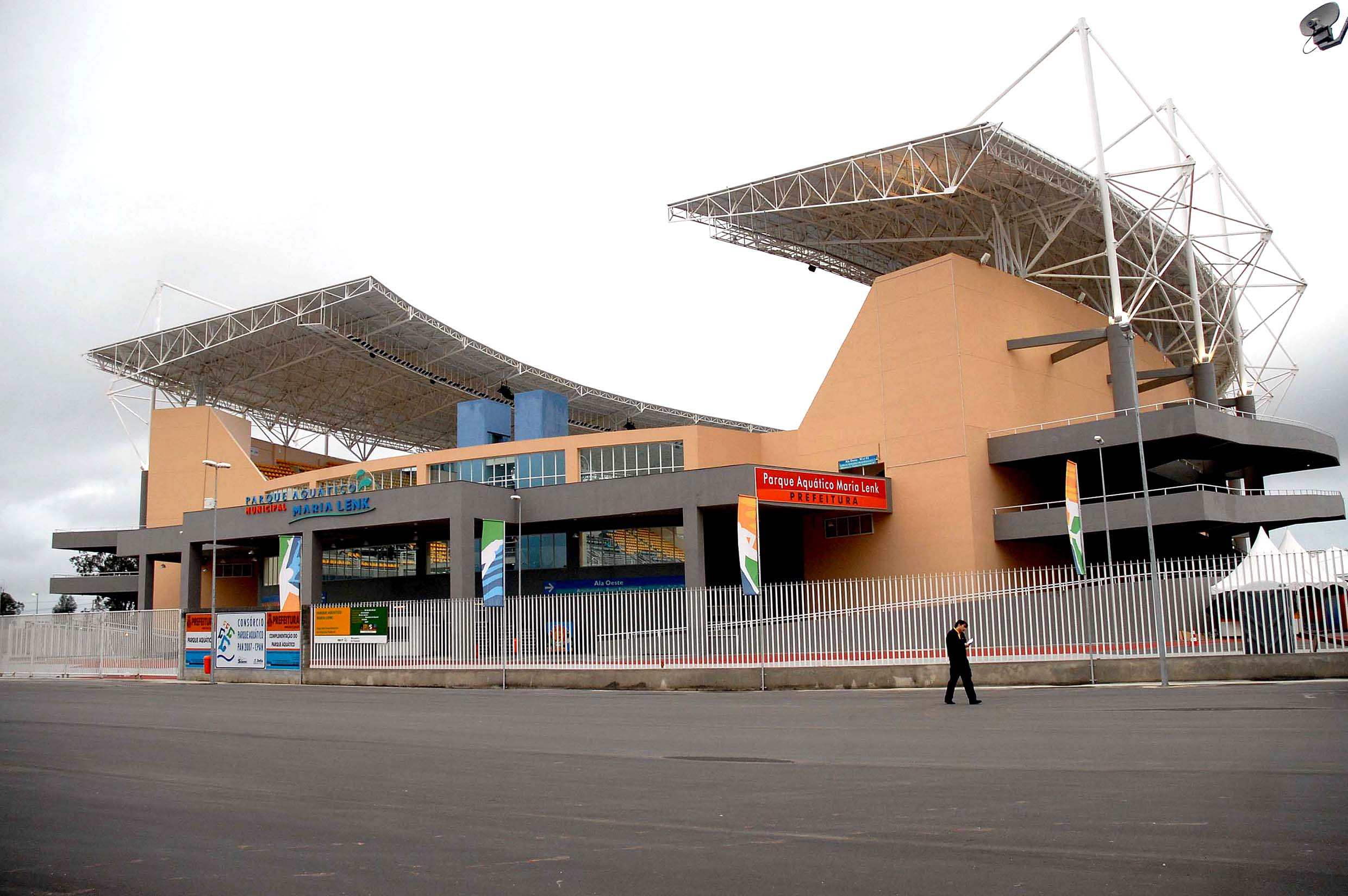
Le parc aquatique Maria Lenk.

Le parc aquatique Maria‑Lenk (portugais : Parque Aquático Maria Lenk) est un centre aquatique situé dans l'enceinte du complexe sportif de la Cité des sports du quartier de la Barra da Tijuca, à Rio de Janeiro, au Brésil.

## Histoire
Le complexe se situe sur le site de l'ancien Circuit automobile de Jacarepagua, démoli en 2012.
Il est baptisé du nom de la nageuse brésilienne Maria Lenk, première femme sud-américaine à participer à des Jeux olympiques d'été en 1932. 
Il a accueilli les épreuves de natation des Jeux panaméricains de 2007 et a accueilli celles des Jeux olympiques d'été de 2016.